# 88년

## 연호
- 후한(後漢) 장화(章和) 2년

## 기년
- 후한(後漢) 장제(章帝) 13년
- 신라(新羅) 파사 이사금(婆娑泥師今) 9년
- 고구려(高句麗) 태조대왕(太祖大王) 36년
- 백제(百濟) 기루왕(己婁王) 12년

## 사망
- 교황 아나클레토